# Bleptina araealis
Bleptina araealis là một loài bướm đêm trong họ Noctuidae.